# 네오지오 배틀 컬리시엄
《네오지오 배틀 컬리시엄》(Neo Geo Battle Coliseum)는 SNK 플레이모어가 제작한 2005년 크로스오버 대전 격투 게임이다. 《아랑전설》, 《용호의 권》, 《월드 히어로즈》 등 SNK 및 ADK가 제작한 작품들의 등장인물들이 출연하는 것이 특징이다. 일본서 2005년 7월 27일 아토미스웨이브 아케이드 기판으로 개발돼 출시됐다.
한 플레이어가 2명의 캐릭터를 골라 대전 중에 실시간으로 교대하면서 대전하는 2대2 태그 배틀 게임플레이를 사용하며, 《풍운 슈퍼 태그 배틀》처럼 둘 중 한 명이라도 체력이 다하면 승부가 끝난다.
2005년 12월 22일 플레이스테이션 2 이식판이 출시됐으며, 이후 2010년 엑스박스 라이브 아케이드로 이식됐다.